# سانبوژه
سانبوژه (به لهستانی:  Sąborze) یک منطقهٔ مسکونی در لهستان است که در گمینا دامنگتسا واقع شده‌است. سانبوژه ۱۸۶ نفر جمعیت دارد.